# ائوجنیو تستا
ائوجنیو تستا (ایتالیایی: Eugenio Testa؛ ‏ ۶ اکتبر ۱۸۹۲ – ۱۱ اکتبر ۱۹۵۷) بازیگر و کارگردان فیلم اهل ایتالیا و فرزند دانته تستا بود.
از جمله فیلم‌های او می‌توان به هیولای فرانکنشتاین اشاره کرد که یکی از نخستین فیلم‌های ترسناک سینمای ایتالیا محسوب می‌شود.